# Nawa

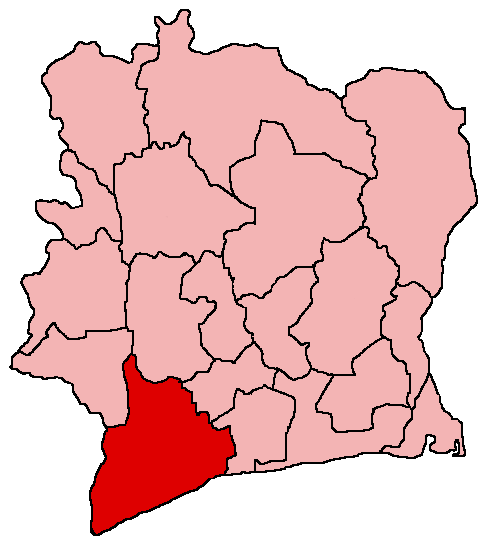
Districte de Sassandra Meridional en el que està la regió de Nawa.

Nawa és una de les 31 regions de Costa d'Ivori. Està situada al sud-oest del país, a 480 km d'Abidjan. Està situada en el districte de Sassandra Meridional i la seva capital és la ciutat de Soubré. Nawa va néixer de l'escissió de l'antiga regió de Sassandra Meridional. La seva població estimada el 2015 era d'1.053.084 habitants. La regió té una superfície de 9.193 km².

## Situació territorial i regions veïnes
La Nawa està situada al sud-oest de Costa d'Ivori. És fronterera amb les regions de Gbokle i de San-Pédro que estan situades al sud; a l'est hi té les regions de Gôh i de Lôh Guiboua a l'est; al nord és fronterera amb les regions de Guémon i de Sassandra Septentrional i a l'oest fa frontera amb la regió de Cavally.

## Departaments i municipis
Els quatre departametns de la Nawa són Soubré (164.000 habitants), Méagui, Gueyo i Buyo. Al mateix temps, té quatre municipis, els homònims i els de Grand-Zattry i de Mayo.
La regió de Nawa està subdividida en deu sots-prefectures: Soubré, Lilyo, Okrouyo, Grand-Zattry, Buyo, Dapéoua, Méagui, Oupoyo, Gueyo i Dabouyo.
| Departaments        | Sots-Prefectures |
| ------------------- | ---------------- |
| Buyo                | Buyo             |
| Buyo                | Dapéoua          |
| Total Buyo          | 2                |
| Guéyo               | Guéyo            |
| Guéyo               | Dabouyo          |
| Total Guéyo         | 2                |
| Méagui              | Méagui           |
| Méagui              | Oupoyo           |
| Total Méagui        | 2                |
| Soubré              | Soubré           |
| Soubré              | Grand-Zattry     |
| Soubré              | Liliyo           |
| Soubré              | Okrouyo          |
| Total Soubré        | 4                |
| Total General Regió | 10               |

## Economia
L'agricultura és el sector econòmic més destacat de la regió, fins al punt que és el primer productor nacional de cacau de Costa d'Ivori.

### Agricultura
A banda del cultiu del cacau, també cal destacar altres cultius de renda com l'hevea i l'oli de palma. Entre el 2013 i 2014 va produir unes 300.000 tones de cacau (cosa que representà el 20% del total de la nació).

### Turisme
Els principals atractius turístics de la Nawa són:
- El Parc Nacional de Taï, reserva de la biosfera i patrimoni de la humanitat.
- El bosc sagrat de Gribouho, a la sots-prefectura d'Okrouyo, que té moltes espècies de primats.
- Les cataractes de la Nawa, al riu Sassandra. Són un lloc de pelegrinatge dels bakoués i un símbol de la regió.
- El llac artificial de Buyo.
- Els ràpids Grah al riu Bakwé.
- Els Monts Trokoï d'Okrouyo.

## Cultura

### Grups humans
Els krus són els membres del grup humà original de la Nawa. Aquests tenen diversos subgrusp: els Bétés, que són la majoria de la seva població autòctona, els bakoués i els kouziés. Així, també cal esmentar al tribu Nigagba que viu al cantó de Bakoué.
A més a més del membres dels grups autòctons, a la Nawa també hi viuen nombrosos ivorians de la resta del país i immigrants d'altres països de la zona.